# William Porcher Miles
Pour les articles homonymes, voir Miles.
William Porcher Miles (né le 4 juillet 1822 à Walterboro et mort le 11 mai 1899 dans la paroisse de l'Ascension) est un homme politique américain, ardent défenseur des droits des États, partisan de l'esclavage et sécessionniste du Sud (Fire-Eaters).
Il est connu pour avoir conçu la variante populaire du drapeau des États confédérés d'Amérique, initialement rejeté comme drapeau national en 1861 mais adopté comme drapeau de bataille par l'armée de Virginie du Nord du général Robert Lee.
Miles est élu maire de Charleston en 1855 et a siège à la Chambre des représentants des États-Unis de 1857 jusqu'à la sécession de la Caroline du Sud en décembre 1860. Il devient ensuite membre de la convention de sécession de l'État et représentant de la Caroline du Sud au Congrès provisoire de Montgomery qui établit le gouvernement provisoire et la constitution des États confédérés. Il représente son État au Congrès des États confédérés pendant la guerre de Sécession.

La proposition de Miles comme drapeau.